# Rhopalopsole sinensis
Rhopalopsole sinensis är en bäcksländeart som beskrevs av Yang, D. och J. Yang 1993. Rhopalopsole sinensis ingår i släktet Rhopalopsole och familjen smalbäcksländor. Inga underarter finns listade i Catalogue of Life.